# Megalomys audreyae
Megalomys audreyae is een uitgestorven knaagdier van het eiland Barbuda in Antigua en Barbuda. Deze soort behoort tot het geslacht Megalomys en daarmee tot de rijstratten (Oryzomyini). De beschrijving van deze soort gebeurde op basis van een beschadigde linker onderkaak (het holotype) met daarin de tweede en derde kies, maar niet de eerste kies en de snijtand, en een losse bovensnijtand. Daarna zijn er geen andere overblijfselen aan deze soort toegeschreven. De ouderdom van dit dier is gepubliceerd als Pleistoceen, maar een precieze ouderdomsbepaling is niet bekend.
De enige exemplaren van M. audreyae werden rond 1900 door prof. J. W. Gregory gevonden in een grot op Barbuda. Hij stuurde het materiaal naar het British Museum, waar dr. C. I. Forsyth Major het materiaal als een nieuwe soort herkende; deze soort noemde hij in het voorbijgaan in zijn beschrijving van de verwante soort Megalomys luciae, maar hij publiceerde nooit een beschrijving van de soort uit Barbuda. Op basis van Forsyth Majors verwijzing naar de soort uit Barbuda gaf Trouessart in 1904 aan deze soort de naam Oryzomys (Megalomys) majori, maar bij gebrek aan een beschrijving miste deze naam geldigheid. Pas in 1926 gaf Arthur Hopwood een formele beschrijving van de soort, die hij naar prof. Gregory's vrouw Megalomys audreyae noemde, zoals ook Majors intentie was geweest.
De lengte van de m2 en de m3 samen bedraagt 5,2 millimeter. Hopwood schatte de lengte van de drie kiezen samen op 8,3 millimeter en de lengte van het diasteem (de afstand tussen de voorste kies en de snijtand) op 5,5 millimeter. Deze maten zijn wat kleiner dan die van Megalomys luciae. De tanden van het holotype bestaan zoals bij de meeste rijstratten uit een aantal hoofdknobbels (vier op de tweede, drie op de derde kies) met daartussen verbindingen en daarnaast nog andere richels. De derde kies is korter en smaller dan de tweede. Er is een mesolophide aanwezig op de tweede, maar niet op de derde kies. Op zowel de tweede als de derde kies is een anterolabiaal cingulum, maar geen anterolophide aanwezig.